# Мангала
Мангала (на македонска литературна норма: Мангала), среща се и Алексово или Алексинац, е бивше село в Северна Македония, разположено на територията на община Василево, Струмишко.

## География
Селото се е намирало в подножието на Огражден, източно от село Нова махала.

## История
Според събраната от Йован Трифуноски информация селото е било „славяно-християнско“, преди да бъде изселено. Жители на съседното село Нова махала са чували, че селото се е казвало Алексинац или Алексово. Това име (и с варианта Алексино) се смята за историческото име на Нова махала. Селище с това име се споменава в османски преброителен дефтер от 1519 година като населено с 133 жители, от които 128 християни и само 5 мюсюлмани.
Жителите напуснали селото, след като турци юруци се заселили в подножието на Огражден. Някои от жителите на селото се заселили във Велюса. Трифуноски заключава, че селото е изселено „в някакъв доста далечен период“.
Трифуноски посещава местността, където намира глинени делви, останки от зидове и друго.